# Solución de tres Estados

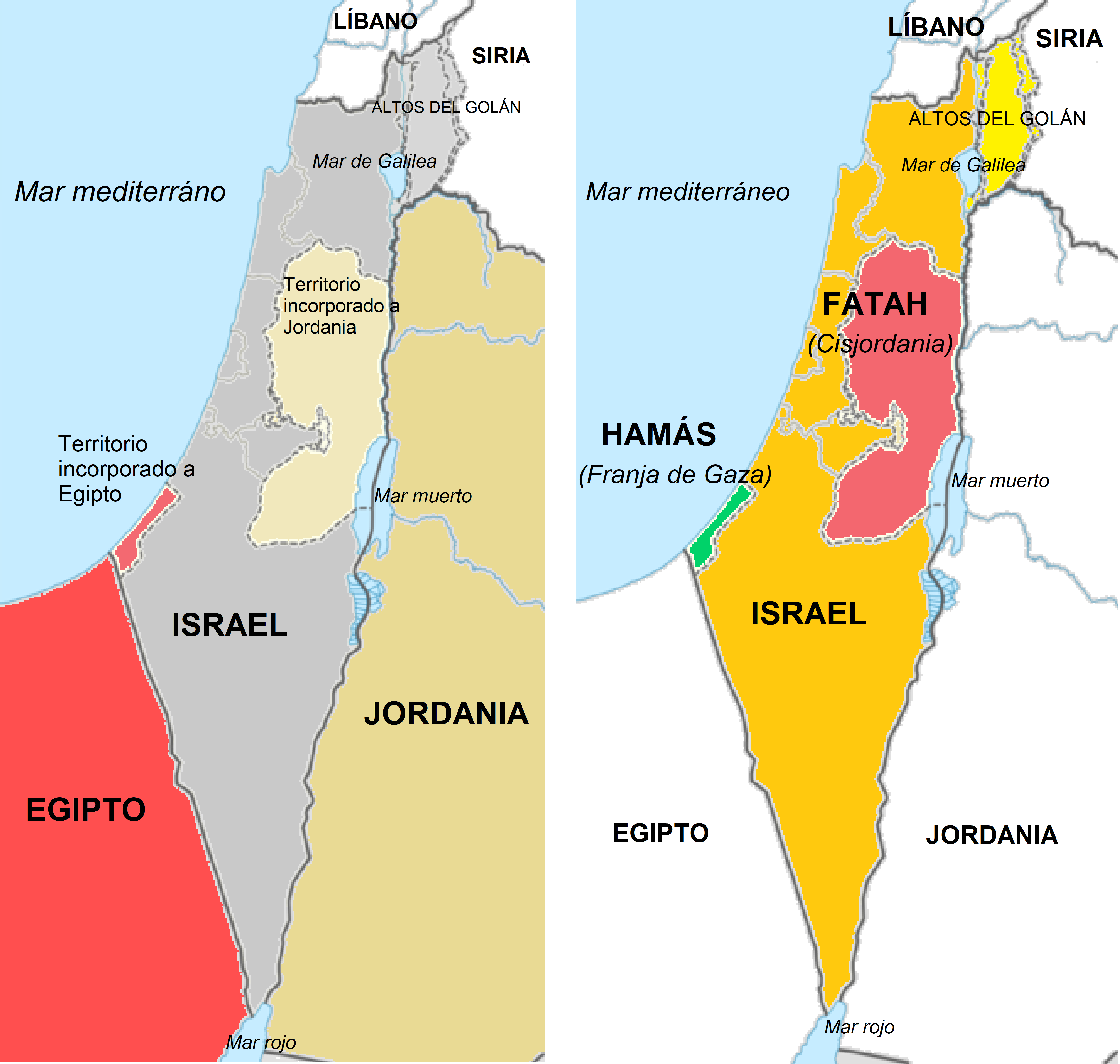
Solución de tres Estados inicial: el Estado de Israel renunciaría a sus pretensiones territoriales y cedería Cisjordania a Jordania y Franja de Gaza a Egipto.
Solución de tres Estados contemporánea: el Estado de Palestina está gobernado de facto por las organizaciones de Hamás y Fatah.

La solución de tres Estados es una propuesta de paz para resolver el conflicto árabe-israelí y, específicamente, el conflicto israelí-palestino, de tal forma que en vez de un Estado palestino independiente habría tres Estados que coexistirían pacíficamente: Israel, Egipto y Jordania.
Originalmente, el planteamiento buscaba que Jordania absorbiera como parte de su territorio a Cisjordania y Egipto a la Franja de Gaza siguiendo la Línea Verde (fronteras marcadas tras el fin de la guerra de los Seis Días). No obstante, tal medida nunca se concretó: tanto Jordania como Egipto renunciaron a su control sobre Cisjordania y Gaza, respectivamente, tras la guerra de los Seis Días, y reconocieron la soberanía de la Autoridad Nacional Palestina sobre los territorios ocupados tras los Acuerdos de Oslo.  
Esta propuesta fue activamente rechazada por el Gobierno de Jordania, país que en la actualidad tiene una numerosa población de origen palestino, que según algunos cálculos puede ser más de la mitad.
En tiempos más recientes se ha usado el término «solución de tres Estados» para referirse a la situación actual en la que Hamás gobierna la Franja de Gaza y Fatah administra una parte de Cisjordania, por lo que el Gobierno de Israel aplica una política muy diferente en ambos territorios, reproduciendo de facto la situación de tres Estados. 
Debido a esto, algunos autores proponen crear dos Estados palestinos diferentes en Cisjordania y Gaza. Asimismo, en 2012 se reportó que Hamás podría estar planeando declarar la independencia unilateral de Gaza.